# Straßenradsport-Weltmeisterschaften 2002
Die Straßenradsport-Weltmeisterschaften 2002 fanden vom 8. bis 13. Oktober in der belgischen Gemeinde Zolder statt. Das Start- und Zielgelände befand sich auf dem Circuit Zolder. Es wurden insgesamt zehn Entscheidungen in den Disziplinen Einzelzeitfahren und Straßenrennen sowie in den Kategorien Frauen, Männer, Männer U23, Junioren und Juniorinnen ausgefahren.

## Männer

### Straßenrennen (256 km)
| Platza | Athlet          | Land | Zeit         |
| ------ | --------------- | ---- | ------------ |
| 1      | Mario Cipollini | ITA  | 5:30:03 h    |
| 2      | Robbie McEwen   | AUS  | gleiche Zeit |
| 3      | Erik Zabel      | GER  | gleiche Zeit |

### Einzelzeitfahren (45 km)
| Platz | Athlet                    | Land | Zeit        |
| ----- | ------------------------- | ---- | ----------- |
| 1     | Santiago Botero           | COL  | 48:08,4 min |
| 2     | Michael Rich              | GER  | 48:16,7 min |
| 3     | Igor González de Galdeano | ESP  | 48:25,6 min |

## Frauen

### Straßenrennen (128 km)
| Platz | Athletin          | Land | Zeit         |
| ----- | ----------------- | ---- | ------------ |
| 1     | Susanne Ljungskog | SWE  | 2:59:15 h    |
| 2     | Nicole Brändli    | SUI  | gleiche Zeit |
| 3     | Joane Somarriba   | ESP  | gleiche Zeit |

### Einzelzeitfahren (23 km)
| Platz | Athletin         | Land | Zeit        |
| ----- | ---------------- | ---- | ----------- |
| 1     | Sulfija Sabirowa | RUS  | 30:02,6 min |
| 2     | Nicole Brändli   | SUI  | 30:17,3 min |
| 3     | Karin Thürig     | SUI  | 30:18,3 min |

## U23 Männer

### Straßenrennen (166 km)
| Platz | Athlet              | Land | Zeit         |
| ----- | ------------------- | ---- | ------------ |
| 1     | Francesco Chicchi   | ITA  | 3:36:28 h    |
| 2     | Francisco Gutierrez | ESP  | gleiche Zeit |
| 3     | David Loosli        | SUI  | gleiche Zeit |

### Einzelzeitfahren (33 km)
| Platz | Athlet             | Land | Zeit        |
| ----- | ------------------ | ---- | ----------- |
| 1     | Tomas Vaitkus      | LTU  | 38:40,8 min |
| 2     | Alexander Bespalow | RUS  | 39:22,5 min |
| 3     | Sérgio Paulinho    | POR  | 40:09,8 min |

## Junioren

### Straßenrennen (128 km)
| Platz | Athlet             | Land | Zeit         |
| ----- | ------------------ | ---- | ------------ |
| 1     | Arnaud Gérard      | FRA  | 2:50:17 h    |
| 2     | Jukka Vastaranta   | FIN  | gleiche Zeit |
| 3     | Nicholas Sanderson | AUS  | gleiche Zeit |

### Einzelzeitfahren (23 km)
| Platz | Athlet           | Land | Zeit        |
| ----- | ---------------- | ---- | ----------- |
| 1     | Michail Ignatiew | RUS  | 28:30,4 min |
| 2     | Mark Jamieson    | AUS  | 28:40,7 min |
| 3     | Vincenzo Nibali  | ITA  | 28:56,4 min |

## Juniorinnen

### Straßenrennen (77 km)
| Platz | Athletin         | Land | Zeit         |
| ----- | ---------------- | ---- | ------------ |
| 1     | Suzanne de Goede | NED  | 1:59:00 h    |
| 2     | Claudia Stumpf   | GER  | gleiche Zeit |
| 3     | Monica Holer     | SWE  | gleiche Zeit |

### Einzelzeitfahren (11 km)
| Platz | Athletin        | Land | Zeit        |
| ----- | --------------- | ---- | ----------- |
| 1     | Anna Zugno      | ITA  | 15:54,2 min |
| 2     | Tatiana Guderzo | ITA  | 16:00,7 min |
| 3     | Claudia Hecht   | GER  | 16:01,4 min |

## Medaillenspiegel
| Medaillenspiegel |             |      |        |        |        |
| Platz            | Land        | Gold | Silber | Bronze | Gesamt |
| 1                | Italien     | 3    | 1      | 1      | 5      |
| 2                | Russland    | 2    | 1      | –      | 3      |
| 3                | Schweden    | 1    | –      | 1      | 2      |
| 4                | Frankreich  | 1    | –      | –      | 1      |
| 4                | Kolumbien   | 1    | –      | –      | 1      |
| 4                | Litauen     | 1    | –      | –      | 1      |
| 4                | Niederlande | 1    | –      | –      | 1      |
| 8                | Deutschland | –    | 2      | 2      | 4      |
| 8                | Schweiz     | –    | 2      | 2      | 4      |
| 10               | Australien  | –    | 2      | 1      | 3      |
| 11               | Spanien     | –    | 1      | 2      | 3      |
| 12               | Finnland    | –    | 1      | –      | 1      |
| 13               | Portugal    | –    | –      | 1      | 1      |